# Carl Gottfried Neumann

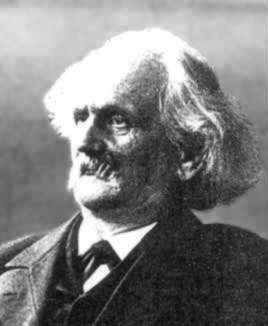
Carl Gottfried Neumann

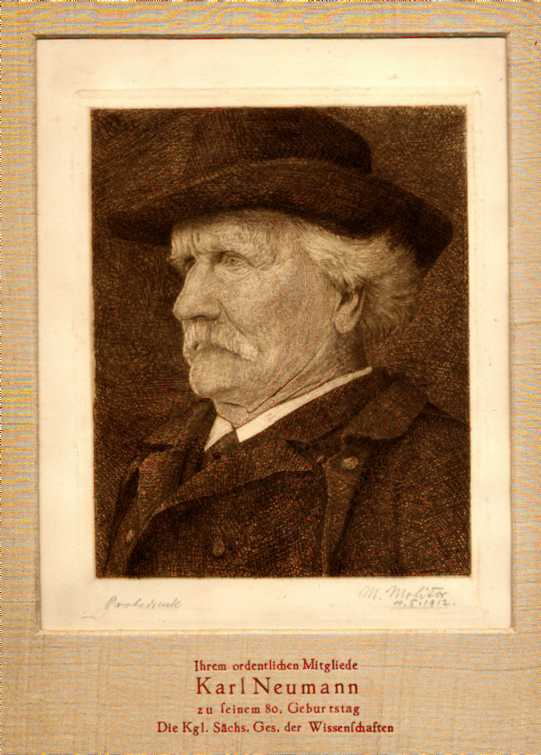
Carl Gottfried Neumann, Radierung von 1912

Carl Gottfried Neumann (* 7. Mai 1832 in Königsberg (Preußen); † 27. März 1925 in Leipzig) war ein deutscher Mathematiker.

## Leben
Carl Gottfried Neumann war der Sohn des Physikers und Mineralogen Franz Ernst Neumann (1798–1895) und besuchte das bekannte Mathematisch-Physikalische Seminar, das 1834 von seinem Vater und Carl Gustav Jacob Jacobi in Königsberg gegründet wurde. Er studierte in Königsberg unter anderem bei Otto Hesse, wo er 1856 promovierte. Nach der Habilitation 1858 in Halle arbeitete er dort zunächst als Privatdozent und ab 1863 als außerordentlicher Professor. Er wechselte 1863 nach Basel, 1865 nach Tübingen und erhielt 1868 einen Ruf an die Universität Leipzig, wo er 42 Jahre wirkte.
Carl Neumann heiratete am 7. April 1864 in der Berliner St. Matthäuskirche Mathilde Hermine Elise Klose, Tochter des Geheimen Registrators Heinrich Theodor Klose. Die Ehe blieb kinderlos.
Neumann starb am 27. März 1925 und wurde auf dem Neuen Johannisfriedhof in Leipzig begraben. Neumanns Neffe, der Mathematiker Ernst Richard Neumann, konnte die Ergebnisse seines Onkels zur Potentialtheorie verbessern.

## Auszeichnungen
1893 wurde Neumann als korrespondierendes Mitglied in die Preußische Akademie der Wissenschaften und 1895 als korrespondierendes Mitglied in die Bayerische Akademie der Wissenschaften aufgenommen. 1897 erhielt er den Orden Pour le mérite für Wissenschaften und Künste und den Bayerischen Maximiliansorden für Wissenschaft und Kunst. Die Philosophische Fakultät Königsberg ehrte ihn in den Jahren 1906, 1916 und 1922. Als die Universität Leipzig im Jahre 1909 ihr 500-jähriges Bestehen feierte, wurde Neumann als ihr damaliger Senior zum Geheimen Rat ernannt.

## Wissenschaftliches Werk
Neumann arbeitete über das Dirichlet-Problem und die Neumann-Randbedingungen sind nach ihm benannt. Er kann als einer der Begründer der Theorie der Integralgleichungen betrachtet werden, die Neumann-Reihe ist nach ihm benannt.
Sein Name ist verbunden mit der „Methode des Arithmetischen Mittels“ und der „Theorie der Bessel- und Kugelfunktionen“. Im Bereich der Mathematischen Physik schrieb er Aufsätze insbesondere zur analytischen Mechanik und zur Potentialtheorie. Er führte das logarithmische Potential ein. Besonders auffällig ist die sehr spezielle Arbeitsweise Neumanns, die vor allem durch Klarheit und Einfachheit in den Gedankengängen und Ideen besticht. Mathematisch-physikalisch erklärte er auch die Ablenkung der Polarisationsebene des Lichtes durch elektrische und magnetische Kräfte. In der Physik hielt er zeitlebens an der Newtonschen Fernwirkungstheorie fest. Für die Elektrizitäts- und Wärmeverteilung in einem Ringe löste er die Probleme mittels Einführung neuer Koordinaten in schwierige Gleichungen. Weiterhin klärte er seinerzeit unbekannte Fragen über den stationären Temperaturzustand in einem homogenen Körper.
Zusammen mit Alfred Clebsch gründete er die Zeitschrift Mathematische Annalen.

## Schriften
- Das Dirichlet'sche Princip in seiner Anwendung auf die Riemann'schen Flächen (B. G. Teubner, Leipzig, 1865)
- Vorlesungen über Riemann's Theorie der Abel'schen Integrale (B. G. Teubner, 1865)
- Theorie der Bessel'schen functionen. Ein Analogon zur Theorie der Kugelfunctionen (B. G. Teubner, 1867)
- Untersuchungen über das Logarithmische und Newton'sche potential (B. G. Teubner, 1877)
- Allgemeine Untersuchungen über das Newton'sche Princip der Fernwirkungen, mit besonderer Rücksicht auf die elektrischen Wirkungen (B. G. Teubner, 1896)
- Über die Methode des arithmetischen Mittels (S. Hirzel, Leipzig, 1887)
- Die elektrischen Kräfte: Darlegung und Erweiterung der von A. Ampère, F. Neumann, W. Weber, G. Kirchhoff entwickelten mathematischen Theorien (Teubner, 1873–1898)